# Pensamiento estratégico de gestión
El pensamiento estratégico se define como un proceso de pensamiento aplicado por un individuo en el contexto de alcanzar el éxito en un juego u otra actividad. En el ámbito de la gestión, el pensamiento estratégico implica la generación y aplicación de ideas y oportunidades destinados a crear una ventaja competitiva para una empresa o una organización. Se puede hacer de forma individual, así como por la colaboración entre las personas clave que pueden alterar positivamente el futuro de la organización. Un grupo de pensamiento estratégico puede crear más valor mediante la habilitación de una forma proactiva y creativa de diálogo, donde las personas pueden adquirir de otras personas, perspectivas críticas y cuestiones complejas. Esto es considerado como un beneficio en el altamente competitivo y cambiante mundo de los negocios.

## Visión de conjunto
El pensamiento estratégico incluye encontrar y desarrollar una capacidad de previsión estratégica para una organización, mediante la exploración de todos los futuros organizacionales , y desafiando al pensamiento convencional para fomentar la toma de decisiones en la actualidad. El pensamiento estratégico reciente apunta cada vez más claramente hacia la conclusión de que la cuestión estratégica crítica no es el "¿Qué?" convencional, sino "¿Por qué?" o "¿Cómo?". El trabajo de Henry Mintzberg y el de otros autores respaldan aún más la conclusión, y trazan también una clara distinción entre pensamiento estratégico y planificación estratégica, otro importante proceso de pensamiento de gestión estratégica.
El general André Beaufre escribió en 1963 que el pensamiento estratégico "es un proceso mental, a la vez abstracto y racional, que debe ser capaz de sintetizar datos psicológicos y materiales. El estratega debe tener una gran capacidad de análisis y síntesis; el análisis es necesario para reunir los datos sobre los cuales hace su diagnóstico, la síntesis para producir a partir de estos datos el diagnóstico en sí mismo, y el diagnóstico de hecho equivale a una elección entre cursos de acción alternativos".
No existe una definición generalmente aceptada para el pensamiento estratégico, ningún acuerdo común en cuanto a su papel o importancia, y no hay una lista estandarizada de las competencias clave de los pensadores estratégicos. Tampoco hay consenso sobre si el pensamiento estratégico es un ideal poco común o una propiedad común y observable de la estrategia. La mayoría está de acuerdo en que los modelos tradicionales de elaboración de estrategias, que se basan principalmente en la planificación estratégica, no funcionan. La estrategia en el panorama empresarial competitivo de hoy en día se está alejando de la 'planificación estratégica' básica a un mayor 'pensamiento estratégico' para seguir siendo competitivos. Sin embargo, ambos procesos de pensamiento deben trabajar mano a mano para obtener el máximo beneficio. Se ha argumentado que el verdadero corazón de la estrategia es el "estratega"; y para una mejor estrategia, la ejecución requiere un pensador estratégico que pueda descubrir estrategias nuevas e imaginativas que puedan reescribir las reglas del juego competitivo; y poner en movimiento la cadena de eventos que formará y "definirá el futuro".

## Pensamiento estratégico y planificación estratégica
En opinión de F. Graetz, el pensamiento y la planificación estratégicos son "procesos de pensamiento distintos, pero interrelacionados y complementarios" que deben sustentarse y apoyarse mutuamente para una gestión estratégica eficaz. El modelo de Graetz sostiene que el papel del pensamiento estratégico es "buscar la innovación e imaginar nuevos y muy diferentes futuros que pueden llevar a la compañía a redefinir sus estrategias básicas e incluso su papel en la industria". El papel de la planificación estratégica es "realizar y apoyar estrategias desarrolladas a través del proceso de pensamiento estratégico e integrarlas de nuevo en el negocio".
Henry Mintzberg escribió en 1994 que el pensamiento estratégico trata más sobre la síntesis (es decir, "conectar los puntos de vista") que sobre el análisis (es decir, "encontrar los puntos de vista"). Se trata de "capturar de todas las fuentes (tanto las percepciones suaves de sus experiencias personales y las experiencias de otros a través de la organización y los datos duros de investigación de mercado y similares) y luego sintetizar ese conocimiento en una visión de la dirección que debe seguir el negocio". Mintzberg argumentó que el pensamiento estratégico no puede ser sistematizado y es la parte crítica de la formación de la estrategia, en oposición a los ejercicios de planificación estratégica.
Según Jeanne Liedtka, el pensamiento estratégico difiere de la planificación estratégica en las siguientes dimensiones de la gestión estratégica:
|                                           | Pensamiento estratégico | Planificación estratégica |
| Visión de futuro                          | Sólo la forma del futuro se puede predecir. | El futuro es predecible y definible en detalle. |
| Formulación estratégica y aplicación      | La formulación y la aplicación es interactiva en lugar de secuencial y separada. | Las funciones de formulación y aplicación pueden ser claramente divididas. |
| Función de dirección en la estrategia     | Los directores de nivel inferior tienen una voz en la creación de estrategias, así como una mayor libertad para responder de manera oportunista según el desarrollo de condiciones.                                                                                           | Los altos ejecutivos deben obtener la información necesaria de los directores de nivel inferior y, a continuación, utilizarla para crear un plan que, a su vez, se difunde a los gerentes para la implementación. |
| Control                                   | Se basa en la autorreferencia, un sentido estratégico sobre la intención y el propósito incrustado en la mente de los gerentes de toda la organización que guía sus decisiones sobre una base diaria en un proceso que a menudo es difícil de medir y controlar desde arriba. | Afirma el control a través de sistemas de medición, suponiendo que las organizaciones pueden medir y controlar las variables de importancia de manera rápida y precisa.                                           |
| Función de dirección en la implementación | Todos los gerentes deben comprender el sistema en general, la relación entre sus funciones y el funcionamiento de ese sistema, así como la interdependencia entre los diversos roles que conforman el sistema.                                                                | Los directores de nivel inferior sólo necesitan saber bien su propio papel. |
| Estrategia del hacer                      | Ve la estrategia y el cambio como ineludiblemente vinculados y se supone que la búsqueda de nuevas opciones estratégicas y la aplicación con éxito es más difícil y más importante que la evaluación de los mismos.                                                           | El desafío de la configuración de la dirección estratégica es fundamentalmente analítico. |
| Proceso y resultado                       | Ve el proceso de planificación en sí mismo como un valor crítico. | El enfoque está en la creación del plan como el objetivo final. |

## Competencias del pensamiento estratégico
Jeanne Liedtka observó cinco "atributos principales del pensamiento estratégico en la práctica" que se asemejan a las competencias:
- La perspectiva de sistemas se refiere a la capacidad de comprender las implicaciones de las acciones estratégicas. "Un pensador estratégico tiene un modelo mental del sistema completo de creación de valor de extremo a extremo, su papel dentro de él y la comprensión de las competencias que contiene".
- Un intento enfocado, que significa más determinado y menos distraído que los rivales en el mercado. Al acreditar a Hamel y Prahalad con la popularización del concepto, Liedtka describe la intención estratégica como "el enfoque que permite a los individuos dentro de una organización reunir y aprovechar su energía, enfocar la atención, resistir la distracción y concentrarse durante el tiempo que sea necesario para lograr un objetivo".
- Pensar a tiempo significa ser capaz de tener en cuenta el pasado, el presente y el futuro al mismo tiempo para crear una mejor toma de decisiones y acelerar la implementación. "La estrategia no está impulsada solo por la intención futura. Es la brecha entre la realidad actual y la intención para el futuro lo que es crítico". La planificación de escenarios es una aplicación práctica para incorporar el "pensamiento en el tiempo" a la estrategia.[18]
- Pensamiento basado en hipótesis, asegurando que tanto el pensamiento creativo como el crítico se incorporen en la creación de estrategias. Esta competencia incorpora explícitamente el método científico en el pensamiento estratégico.
- Oportunismo inteligente, lo que significa ser receptivo a las buenas oportunidades. "El dilema involucrado en el uso de una estrategia bien articulada para canalizar los esfuerzos organizativos de manera efectiva y eficiente siempre debe equilibrarse con los riesgos de perder de vista las estrategias alternativas más adecuadas para un entorno cambiante".

## Hábitos de los pensadores estratégicos
Paul Schoemaker, exdirector de investigación del Wharton's Mack Institute dice que los líderes estratégicos adaptativos, los que prosperan en el entorno incierto de la actualidad, tienen fundamentalmente los seis hábitos siguientes:
- Anticiparse. La mayoría de las empresas se ocupan solo del día a día. Los líderes carecen de "visión periférica". Esto hace que su empresa sea vulnerable a los rivales.. Para anticipar bien, se aconseja:

-    Buscar información que cambie la competencia en el sector de su industria.
-    Buscar más allá de los límites actuales del negocio.
-    Construir redes externas amplias para poder escanear mejor el horizonte.

- Pensar críticamente. Los pensadores críticos cuestionan todo. Para dominar esta habilidad se aconseja:

-    Reformular los problemas para llegar al fondo de las cosas.
-    Desafiar las creencias y modos de pensar actuales, incluidos los suyos.
-    Descubrir la hipocresía, la manipulación y el sesgo en las decisiones de la organización.

- Interpretar. No se debe buscar una solución rápida (potencialmente errónea). Un pensador estratégico se debe mantener estable, sintetizando la información de muchas fuentes antes de desarrollar su punto de vista. Para ello se aconseja:

-    Buscar en múltiples fuentes de datos.
-    Cuestionar las suposiciones dominantes y comprobar múltiples hipótesis simultáneamente.

- Decidir. Muchos estrategas son víctimas de la "parálisis del análisis". Se deben aplicar las soluciones mejores fruto del análisis. para ello se aconseja:

-    Enmarcar la decisión para llegar al quid de la cuestión.
-    Equilibrar la velocidad, el rigor, la calidad y la agilidad. No buscar la perfección.
-    Tomar una posición incluso con información incompleta y en medio de diversos puntos de vista.

- Alinear. El consenso es raro Un líder estratégico debe fomentar el diálogo abierto, generar confianza e involucrar a las partes interesadas clave, especialmente cuando los puntos de vista divergen. Para lograr eso, se aconseja:

-    Comprender qué impulsa las agendas de otros implicados, incluido lo oculto.
-    Sacar los problemas difíciles a la superficie, incluso cuando eso resulta incómodo.
-    Evaluar la tolerancia al riesgo y seguir adelante para construir los soportes necesarios.

- Aprender. A medida que una empresa crece, los comentarios honestos son cada vez más difíciles de obtener. Pero es crucial tenerlos, porque el éxito y el fracaso, especialmente el fracaso, son fuentes valiosas del aprendizaje organizacional. Para conseguirlo se aconseja:

-    Alentar los informes honestos y rigurosos para extraer lecciones.
-    Cambiar el rumbo rápidamente si se detecta un error en la estrategia o funcionamiento de la organización.
-    Celebrar los éxitos y los fracasos (bien intencionados) que aportan información valiosa.